# Remy Prìncipe
Remy Prìncipe, né Remigio Prìncipe (25 août 1889, Venise - 5 décembre 1977, Rome) est un violoniste, compositeur et professeur italien.

## Biographie
Élève de Francesco de Guarnieri à l'école de musique de Venise, de Kilian à Munich et de Lucien Capet à Paris, il a été premier violon de l'orchestre du Conservatoire Sainte-Cécile. Il a joué dans I Virtuosi di Roma. En 1921, il a créé le Concerto pour violon de Riccardo Zandonai.

### Musique de chambre
Remy Prìncipe a joué dans plusieurs formations de musique de chambre.
La Berceuse sur le nom de Gabriel Fauré de Maurice Ravel, composée en septembre 1922, est donnée séparément en première audition mondiale le 28 octobre 1922 à Milan par le compositeur au piano et Remy Prìncipe au violon, à l'occasion de la soirée inaugurale de Il Convegno.
Au début du XXe siècle, il fonde le Quartetto Italiano avec Gandini, Matteucci et Carlo Chiarappa. Ce quatuor a été reconstitué plus tard par Paolo Borciani (it), Elisa Pegreffi (it), Lionello Forzanti et Franco Rossi (it), sous le nom de Nuovo Quartetto Italiano, précisément pour se distinguer du précédent. L'adjectif Nuovo a été supprimé en 1951 pour donner naissance au nom définitif de Quartetto Italiano qui est resté en activité de 1945 à 1980.
Remy Prìncipe a également été membre du Trio italien avec Benedetto Mazzacurati (it) (violoncelle) et Nino Rossi (it) (piano).

### L'enseignement
Il est professeur aux Conservatoires de Pesaro et de Sainte-Cécile de Rome. Il donnait également des cours à l'Académie musicale Chigiana de Sienne et à Ankara.
Il a été un enseignant très apprécié. Parmi les étudiants, il y a des noms illustres comme Gioconda de Vito, Carlo Maria Giulini, Ayona Brown, Danilo Belardinelli (it).
Remy Prìncipe avait dans sa classe des élèves très doués : il a donc pensé à former un nouvel orchestre, réunissant ces jeunes talents. C'est ainsi qu'en 1951, il a fondé l'ensemble I Musici composé en majorité de ses élèves. Douze jeunes de 18 à 20 ans, qui jouaient sans chef. Les débuts ont eu lieu le 30 mars 1952 à Rome, dans la Salle du Conservatoire Sainte Cécile. En juin de la même année, alors qu'ils enregistraient pour la RAI à Rome, Arturo Toscanini les a entendu jouer et s'est déclaré enthousiasmé.
Remy Prìncipe a été membre du jury de grands concours internationaux, dont huit fois dans le jury du Concours international de violon Niccolò-Paganini.

## Œuvres

### Livre
Il a publié avec Giulio Pasquali un manuel, Il violino : manual di cultura e didattica violinistica, publié à Milan en 1939.

### Œuvres composées
- Berceuse basque, Milan, Carisch et Janichen, 1914
- Canti siciliani : per violino e pianoforte, Milan, Curci, 1926
- Canto popolare dell'Hainaut per violino e pianoforte, Milan, Ricordi, s.d.
- Canzone e danza per quattro violini con pianoforte ad libitum, Milan, G. Ricordi & C., 1925
- Concerto per violino e orchestra (1933) / Remy Principe; réduction pour violon et piano, Milan, Curci, 1968
- Dieci esercizi per violino nei Toni moderni e orientali, Milan, G. Ricordi & C., 1918
- Dodici trascrizioni per violino e pianoforte / librement harmonisées et révisées par Remy Principe, Milan, G. Ricordi & C., c1922
- El campielo per violino e pianoforte par Remy Principe, Milan, G. Ricordi & C., 1934
- Moto perpetuo per violino e pianoforte, Milan, Edizioni Curci S.A., 1943
- Nei boschi del Renon per violino e pianoforte Milan, G. Ricordi & C., 1934
- Nina-nana, per piano e violino, Venise, E. Sanzin & C., 1912
- Romance, Milan, Carisch e Janichen, 1914
- Sei pezzettini facili per violino e pianoforte : in 1.a e 1.a e 3.a posizione con l'applicazione dei colpi fondamentali dell'arco, Milan, G. Ricordi & C., 1925
- Siciliano op. 2 n. 1 per violino e pianoforte / Remy Principe, Milan, Curci, 1923
- Sinfonietta veneziana stile 700 per orchestrina, Rome, Edit. Mus. Theo Muccy, 1929 (Stamp. Mus. Roma)
- Souvenirs de Pologne, Milan, Carisch et Janichen, 1915
- Studio capriccio: op. 2 n. 3 : per violino e pianoforte, Milan, Curci, 1923
- Trascrizioni per violino e pianoforte liberamente armonizzate ed elaborate, Milan, G. Ricordi & C.
- Tre pezzi di stile antico per violino e pianoforte, op. 2. par Remy Principe, Naples, Fratelli Curci, c1923
- Zampognara per violino e pianoforte op. 2 n. 2 / R. Principe, Naples: Fratelli Curci, 1923, Fait partie des trois pièces de style antique pour violon et piano op. 2 par Remy Principe
- Suite pour violon et orchestre

### Œuvres révisées ou transcrites
- Carl Philipp Emanuel Bach, Minuetto, transcription libre pour violon et piano par Remy Principe, Milan, G. Ricordi & C., 1922
- Ludwig van Beethoven, Allegretto, transcription libre par Remy Principe, Milan, Ricordi
- Ludwig van Beethoven, Sonata 5. in fa magg. per violino e pianoforte Op. 24 (Primavera), révision par Remy Principe et Mario Vitali, Milan, Edizioni Ricordi, 1951
- Ludwig van Beethoven, Sonata n° 9 Kreutzer op. 47, révision par Remy Principe et Mario Vitali, Milan, Ricordi, c1933
- Ludwig van Beethoven, Sonates n° 1 à 5 pour violon et piano, révision par Remy Principe et Mario Vitali, Milan, Ricordi, 1942
- Ludwig van Beethoven, Sonates  n° 6 à 10 pour violon et piano, révision par Remy Principe et Mario Vitali, Milan, Ricordi, c1921
- Ludwig van Beethoven, Sonate pour violon et piano. Sonata IX en La, Op. 47 (à Kreutzer); révision par Remy Principe et Mario Vitali, Milan Edizioni Ricordi, 1931, ripristino 1948
- Ludwig van Beethoven, Sonate pour violon et piano : Sonata I-X, révision par Remy Principe et Marco Vitali, Milan, G. Ricordi & C. Edit. Tip., 1933
- Salvatore Cicero, Esercizi sulle scale e sugli arpeggi in tutte le tonalità nell'ambito di ttre ottave per violino, préface. par Remy Principe, Palermo, Lo Monaco, stampa 1971
- Muzio Clementi, Presto, transcription libre par Remy Principe, Milan  G. Ricordi & C., t.s.1925
- Arturo De Cecco, Canto popolare dell'hainaut, transcription libre par Remy Principe. Transcription par A. De Cecco pour petit orchestre avec piano conducteur, Milan, G. Ricordi & C. Edit. Tip., 1929
- Federigo Fiorillo, 36 studi per violino, transcription par Remy Principe, Milan, G. Ricordi & C., 1957
- Girolamo Frescobaldi, Aria sulla IV corda, transcription libre pour violon et piano par Remy Principe, Milan G. Ricordi & C., 1922
- Louis Joseph Ferdinand Herold, Canzoncina, transcription libre pour violon et piano par Remy Principe, Milan, G. Ricordi & C., 1922
- Rodolphe Kreutzer, 42 studi per violino, éditées par Remy Principe[4], Milan, G. Ricordi & C., 1933, révision 1946
- Jean-Baptiste Lully, Minuetto, transcription libre pour violon et piano, Milan, G. Ricordi & C., 1922
- Benedetto Marcello, Largo, transcription libre par Remy Principe, Milan, G. Ricordi & C., 1922
- Giovanni Battista Martini, Allegretto, transcription libre pour violon et piano par Remy Principe, Milan, G. Ricordi & C., 1922
- Giovanni Battista Martini, Composizioni, adaptation Remy Principe, Milan, Ricordi
- Mendelssohn-Bartholdy, Canzonetta, transcription libre par Remy Principe, Mila, G. Ricordi & C., 1922
- Franz Xaver Wolfgang Mozart, Sonate, rev. Mario Vitali, Remy Principe Milan, G. Ricordi, 1920
- Wolfgang Amadeus Mozart, Rondò, transcription libre par Remy Principe, Milan, G. Ricordi & C. 1925
- Wolfgang Amadeus Mozart, Sonate per violino e pianoforte 1, Sonates n° 1 à 9, 1946, revisione violinistica par Remy Principe; révision pour le piano par Mario Vitali
- Wolfgang Amadeus Mozart, Sonate per violino e pianoforte 2., Sonates n° 10-18, edizione riveduta dai professori Remy Principe et Mario Vitali, Milan G. Ricordi & C, 1920
- Wolfgang Amadeus Mozart, Sonate per violino e pianoforte 2, révision par Remy Principe et par Mario Vitali, Milan, Ricordi, ripristino 1948
- Wolfgang Amadeus Mozart, Sonate per violino e pianoforte n° 1 a 9 , révision par Remy Principe et Mario Vitali, Milan, Ricordi, ripristino 1948
- Wolfgang Amadeus Mozart, Sonate per violino e pianoforte, edizione riveduta dai professori Remy Principe et Mario Vitali, Milan, G. Ricordi & C., 1920
- Wolfgang Amadeus Mozart, Sonate per violino e pianoforte, revisione violinistica par Remy Principe; révision pour le piano par Mario Vitali, Milan, G. Ricordi & C., 1946
- Wolfgang Amadeus Mozart, Sonate.-vol.1-2, rev. Mario Vitali, Remy Principe, Milan, G. Ricordi & C., 1920
- Niccolò Paganini, 24 Capprici per violino (op. 1), révision par Remy Principe, Milan, Curci, 1958
- Niccolò Paganini, La caccia, transcription libre pour violon et piano par Remy Principe, Milan, G. Ricordi & C., c1922
- Pietro Paradis, Toccata, transcription libre pour violon et piano par Remy Principe, Milan, Ricordi, 1922
- Jean Ferry Rebel, 12 trascrizioni per violino e pianoforte, librement armonisées et révisées par Remy Principe, Milan, G. Ricordi & C
- Jean Ferry Rebel, Les cloches, transcription libre pour violon et piano par Remy Principe, Milan, G. Ricordi & C., 1922
- Pierre Rode, 24 Capricci in forma di studio per violino, Remy Principe, Milan, G. Ricordi & C., 1957
- Francesco Rossi, Adagio, transcription libre pour violon et piano, par Remy Principe, Milan, G. Ricordi & C., 1923
- Domenico Scarlatti, Capriccio, transcription libre par Remy Principe, Milan, G. Ricordi & C., 1922
- Domenico Scarlatti, Pastorale, transcription libre pour violon et piano, par Remy Principe, Milan, G. Ricordi & C., 1922
- Franz Schubert, L'ape op. 13 n. 9, transcription libre par Remy Principe, Milan, G. Ricordi & C., 1930
- Antonio Sacchini, Andantino (aria di danza), transcription libre pour violon et piano par Remy Principe, Milan, G. Ricordi & C., 1922
- Antonio Vivaldi, Concerto per violino in si minore, révision pour violon par Remy Principe; transcription et harmonisation par Alberto Gentili, Milan, G. Ricordi & C., 1932

Le Concerto pour violon et Orchestre no 5 en la mineur de Paganini est parfois donné avec la cadence écrite par Remy.